# Мъри Ротбард
Мъри Нютън Ротбард (на английски: Murray Newton Rothbard) е американски икономист от Австрийската школа и политически философ, чиито съчинения играят ключова роля при изграждането на модерното либертарианство.
Ротбард е основателят и основен теоретик на анархокапитализма, защитник на историческия ревизионизъм и основно действащо лице в либертарианското движение в Америка през XX век. Ротбард написва над двадесет книги либертарианска история, теория, икономика; пише също така и на много други теми, свързани с идеологията. Ротбард заявява, че всички услуги, предоставяни от „монополната система на корпоратистката държава“ могат да бъдат предоставяни много по-ефективно от частния сектор и че като цяло държавата представлява „организиране на систематизирана кражба в особено големи размери“. Той смята банкирането с частични резерви за форма на кражба и изцяло се противопоставя на централните банки.

## Живот и дело
Мъри Ротбард е роден на 2 март 1926 г. в Ню Йорк в еврейско семейство и израства в Бронкс. Баща му е химик, емигрирал в Съединените щати от Полша през 1910 г., а майка му е емигрантка от Русия. По-късно той пише, че израства като привърженик на Старата десница, докато повечето му роднини, приятели и съседи са комунисти или поне техни симпатизанти. По думите му през този период социализмът му се вижда „чудовищно насилствен и отблъскващ“.
През 1945 г. Ротбард получава бакалавърска степен по математика, а през 1956 г. – докторска степен по икономика в Колумбийския университет. По-късно твърди, че всичките му състуденти имат крайнолеви възгледи. Докторската му дисертация е на тема „Към реконструкция на икономиката на полезността и благосъстоянието“ („Toward a Reconstruction of Utility and Welfare Economics“).
Силно повлиян от Лудвиг фон Мизес, Ротбард става един от известните американски икономисти от Австрийската школа. През следващите години той се превръща и в един от основоположниците на анархо-капитализма и водеща фигура в либертарианското движение.
Мъри Ротбард умира на 7 януари 1995 г. в Ню Йорк.